# Полихроний Сирийский
Полихро́ний (др.-греч. Πολυχρόνιος; IV век — после 444 года) — христианский подвижник, сирийский пустынник, преподобный.
Сведения о жизни Полихрония сообщает Феодорит Кирский в 24 главе своей книги «История боголюбцев», лично его знавший. Полихроний был монахом в окрестностях города Кира, где жил суровой аскетической жизнью. Полихроний — ученик Зевина. Полихроний, как и его учитель был усердным молитвенником, проводя в молитве всю ночь. Дожив до старости он ослабел и по просьбе Феодорита принял к себе в келью двух помощников-монахов келейников Моисея и Дамиана. Однако они, прожив вместе с Полихронием немного времени, захотели покинуть его, так как не смогли вынести всенощного молитвенного стояния Полихрония. Старец Полихроний снисходительно отнёсся к человеческим немощам своих келейников и говорил, что не принуждает их проводить всю ночь с ним молитве, но просил их ложиться почаще. Побеждая главный грех — гордость, Полихроний всегда старался скрывать свои труды. Из опасения нанести вред своей душе, которая могла впасть в тщеславие, Полихроний не носил вериги.  Однако, он велел принести тяжелый корень дуба, а ночью, когда никто не видел, возлагал его на свои плечи и таким образом совершал молитву; иногда делал это он и днём, если было на то время. Когда же к нему приходил кто-либо и стучался в дверь, Полихроний прятал корень в определённом месте. Один человек, нечаянно увидел это, и рассказал Феодориту об этом подвиге. Феодорит захотел узнать, насколько тяжёл этот корень; выбрав удобное время, Феодорит  едва смог поднять его обеими руками. Полихроний увидев это и велел епископу Феодориту положить корень на место. Просьбы Феодорита к Полихронию о том, чтобы унести корень дуба из кельи не увенчались успехом. Феодорит описывает случай чудотворения совершённый Полихронием: во время засухи, благодаря ракам положенным Полихронием на пустой сосуд, последний наполнился маслом. Феодорит описывает удивительный случай, показывающий смирение Полихрония; Феодорит пришёл вместе с правителем Кирской области к старцу, Полихроний встал на колени, обнял ноги правителя и сказал: «Я хочу обратиться к тебе с одной просьбой». Правителю стало неприятно, он думал что старец буде просить за кого-либо из людей, но уважая подвижника правитель обещал испольниь просьбу. К его удивлению, вместо ходатайства за кого-либо старец просил самого правителя усердно молиться за него Богу самого правителя. Несмотря на то, что многие приносили Полихронию золото и отдавали его ему, Полихроний ни у кого ничего не брал, так как любил бедность. Во время написания книги Феодоритом Кирским «История боголюбцев», в 444 году, Полихроний был ещё жив.